# Jason Suttels
Jason Suttels (9 mei 2001) is een Belgische langebaanschaatser en inline-skater. Hij werd in 2022 wereldkampioen inline-skaten op de 10.000m puntenkoers op de weg, Europees kampioen op de 10.000m afvalkoers op de baan en derde bij de Wereldbeker Inline-skaten.

## Biografie
Suttels doet sinds 2017 mee aan de marathonwedstrijden om de wereldbeker inline-skaten. In 2019 won hij de wereldbeker voor junioren en werd daarmee 13e in het veld van senioren. In 2021 haalde hij met een vierde plaats net niet het podium, en een jaar later veroverde hij brons en in 2023 zilver. De wereldbeker voor teams werd bij de heren in 2017, 2019 t/m 2023 gewonnen door Suttels' ploeg Powerslide/Matter Racing Team. Ploeggenoten zijn onder meer Bart Swings en Felix Rijhnen, Katharina Rumpus en Sandrine Tas.
Op 28 oktober 2018 maakte de Koninklijke Belgische Snelschaatsfederatie (KBSF) bekend dat Suttels en Sandrine Tas zouden debuteren in het langebaanschaatsen. In het seizoen 2019-2020 reed Suttels vijf nationale juniorenrecords langebaanschaatsen. In het najaar van 2019 reed Suttels met beennummer 31 ook langebaan schaatsmarathons bij de beloften. Hij kwam daarbij uit voor de ploeg IKO / Powerslide.

### Belgische ploeg
Suttels vormt met Bart Swings en Indra Médard een ploeg die bij de Europese kampioenschappen inline skaten in 2022 zilver haalde op de 3000 m estafette. In het seizoen 2023-2024 stapten ze over naar de ijsbaan. Bij de wereldbekerploegenaflossing in Obihiro en Tomaszów Mazowiecki werden ze respectievelijk derde en eerste in de B-divisie. Bij het EK 2024 lagen ze op schema voor het brons, maar viel Suttels. Bondscoach Michel Mulder was vooral tevreden over de vooruitgang die de ploeg boekt. Het was volgens Mulder even wennen aan de hoge snelheden met rondjes 26 op het ijs voor Médard en Suttels, doordat er op het ijs in de bochten meer druk komt te staan op de benen in vergelijk met het skeeleren.

## Persoonlijke records

### Langebaanschaatsen
| Afstand    | Tijd    | Datum            | Baan       |
| ---------- | ------- | ---------------- | ---------- |
| 500 meter  | 0 39,20 | 20 januari 2020  | Heerenveen |
| 1000 meter | 1.15,61 | 20 januari 2020  | Heerenveen |
| 1500 meter | 1.52,74 | 22 oktober 2023  | Inzell     |
| 3000 meter | 3.59,89 | 15 februari 2020 | Minsk      |
| 5000 meter | 6.20,00 | 31 januari 2025  | Milwaukee  |

### Nationale Juniorenrecords
In het seizoen 2019-2020 verbeterde Suttels alle individuele Belgische juniorenrecords.
| Afstand    | Tijd    | Datum            | Baan                | Verbetering      | Door          | Bron   |
| ---------- | ------- | ---------------- | ------------------- | ---------------- | ------------- | ------ |
| 500 meter  | 39,20   | 20 januari 2020  | Heerenveen          | 28 november 2021 | Robbe Beelen  | [ 10 ] |
| 1000 meter | 1.15,61 | 20 januari 2020  | Heerenveen          | 7 januari 2023   | Laurens Bergé | [ 11 ] |
| 1500 meter | 1.54,91 | 21 februari 2020 | Tomaszów-Mazowiecki | 5 februari 2023  | Laurens Bergé | [ 12 ] |
| 3000 meter | 3.59,89 | 15 februari 2020 | Minsk               |                  |               | [ 13 ] |
| 5000 meter | 6.55,08 | 22 februari 2020 | Tomaszów-Mazowiecki |                  |               | [ 14 ] |

## Resultaten
| Jaar | WK Afstanden                | WK Junioren                       |
| ---- | --------------------------- | --------------------------------- |
| 2020 |                             | 21e 1500m 15e 5000m 5e massastart |
|      |                             |                                   |
| 2024 | 6e achtervolging            |                                   |
| 2025 | 12e 10000m 5e achtervolging |                                   |